# Брачковка (Кобелякский район)
Брачковка (укр. Брачківка) — село,
Светлогорский сельский совет,
Кобелякский район,
Полтавская область,
Украина.
Код КОАТУУ — 5321886402. Население по переписи 2001 года составляло 114 человек.

## Географическое положение
Село Брачковка находится в 6-и км от левого берега Каменского водохранилища и 
в 5-и км от дельты реки Ворскла.

## Экономика
- Молочно-товарная ферма (разрушена).